# Tragedia di Charlie Alpha sul Monte Ventasso
La tragedia di Charlie Alpha sul Monte Ventasso fu un incidente aereo avvenuto il 18 agosto del 1990, nel quale l'elicottero (modello Agusta A109) del 118 della Centrale Unica 118 Emilia Ovest (che all’epoca si chiamava Parma Soccorso), denominato I-EHCA Charlie Alpha, precipitò sulle pendici del Monte Ventasso a causa della fitta nebbia. L'incidente provocò la morte di tutte e 4 le persone a bordo del velivolo: Claudio Marchini (pilota, capitano di corvetta in congedo della Marina Militare), Anna Maria Giorgio (medico anestesista), Corrado Dondi (infermiere) e Angelo Maffei (infermiere).
Dalla piazzola dell'ospedale Maggiore di Parma, l'elisoccorso era decollato per raggiungere l'abitato di Sologno, frazione del comune di Villa Minozzo, per soccorrere una persona che era rimasta ferita da un colpo di fucile. Il volo venne effettuato in condizioni di scarsissima visibilità a causa della nebbia e, intorno alle ore 8:17 l'elicottero andò a sbattere contro le rocce presenti sul versante Nord del crinale del Monte Ventasso.

## Storia del volo

### L'aeromobile
L'elicottero, un Agusta A109 immatricolato I-EHCA e popolarmente conosciuto come Charlie Alfa, era di proprietà della Elitos S.p.A. ed eserciva il servizio di elisoccorso per la base di Parma. Al momento dell'incidente l'aeromobile aveva un'età di poco superiore ai due anni, essendo stato consegnato dall'Agusta qualche giorno prima dell'attivazione del servizio, avvenuta il 16 luglio 1988.

### L'equipaggio
L'equipaggio di volo era formato da 4 persone:
- Claudio Marchini, 44 anni: comandante pilota, capitano di corvetta in congedo della Marina Militare[2];
- Annamaria Giorgio, 40 anni: medico anestesista;
- Corrado Dondi, 33 anni: infermiere e primo operatore[7];
- Angelo Maffei, 32 anni: infermiere e secondo operatore.

La crew era completata dal tecnico specialista Pompeo Ruotolo che gestiva le operazioni a terra presso l'elisuperficie dell'Ospedale Maggiore di Parma.

### Svolgimento
La mattina del 18 agosto 1990, presso la frazione di Sologno nel comune di Villa Minozzo sull'Appennino reggiano, un uomo di 73 anni viene colpito accidentalmente da un colpo di fucile. Partono le telefonate al 113 e vengono inviate sul posto due ambulanze, nel frattempo la Centrale 118 Parma Soccorso (attuale Centrale 118 Emilia Ovest), fa decollare alle ore 8 dalla pista dell'Ospedale Maggiore di Parma l'Elisoccorso Charlie Alpha, con un equipaggio di 4 persone, Claudio Marchini (pilota ex ufficiale della Marina Militare), Annamaria Giorgio (medico anestesista), Angelo Maffei (infermiere), Corrado Dondi (infermiere). Il pilota in contatto radio chiede costantemente informazione su meteo e visibilità. Alle ore 08:17 il velivolo a causa della nebbia fitta e della scarsissima visibilità impatta sul versante del monte Ventasso (Appennino Reggiano). Tutti i membri dell'equipaggio muoiono sul colpo, senza raggiungere la destinazione del soccorso.

## Commemorazioni
Tutti gli anni il 18 agosto si svolge presso il monumento in memoria dei caduti eretto da Parma Soccorso in via Casati Confalonieri a Parma la cerimonia di commemorazione all'equipaggio del Charlie Alpha.
Nel novembre 1991 i quattro membri dell'equipaggio sono stati decorati di Medaglia d'oro al valor civile alla memoria: